# Rafidine Abdullah
Rafidine Abdullah (ur. 15 stycznia 1994 w Marsylii) – komoryjski piłkarz francuskiego pochodzenia występujący na pozycji pomocnika w szwajcarskim klubie Stade Lausanne oraz w reprezentacji Komorów. Wychowanek Marsylii, w swojej karierze grał także w FC Lorient, Cádiz CF i Waasland-Beveren. Były młodzieżowy reprezentant Francji.